# گزنفون زولوتاس
گزنفون زولوتاس (یونانی: Ξενοφών Ζολώτας؛ زادهٔ ۲۶ آوریل ۱۹۰۴ – درگذشتهٔ ۱۰ ژوئن ۲۰۰۴) یک سیاست‌مدار و اقتصاددان اهل یونان که از ۲۳ نوامبر ۱۹۸۹ تا ۱۱ آوریل ۱۹۹۰ نخست‌وزیر این کشور بود.
گزنفون زولوتاس در ۱۰ ژوئن ۲۰۰۴ در سن ۱۰۰ سالگی درگذشت. او در تاریخ یونان بیش از همه نخست وزیران این کشور عمر کرد.